# Ajde, kroči
Ajde, kroci var Montenegros bidrag i Eurovision Song Contest 2007 i Finland. Titeln betyder Kom, tag ett steg och framfördes av Stevan Faddy. Det här var första gången som Montenegro deltog som en självständig stat. Bidraget lyckades dock inte att nå finalen utan blev utslaget i semifinalen.